# Alphonso Hart
Alphonso Hart (* 4. Juli 1830 in Vienna, Ohio; † 23. Dezember 1910 in Washington, D.C.) war ein US-amerikanischer Politiker.
Hart studierte Jura in Warren, Ohio. Am 12. August 1851 wurde er in die Anwaltschaft aufgenommen und praktizierte in Ravenna, Ohio. 1861 bis 1864 war er Staatsanwalt von Portage County. In den Jahren 1865, 1872 sowie 1873 gehörte er dem Senat von Ohio an. Danach übte er 1873 bis 1875 eine Amtszeit als Vizegouverneur (Lieutenant Governor) von Ohio aus.
Hart wurde als Republikaner in den 48. Kongress gewählt und vertrat dort vom 4. März 1883 bis zum 3. März 1885 den Bundesstaat Ohio im US-Repräsentantenhaus. Sein Versuch, auch in den 49. Kongress gewählt zu werden, scheiterte. 
Er starb 1910 in Washington D. C. und wurde auf dem Maple Grove Cemetery in Ravenna beigesetzt.